# Étroubles
Étroubles est une commune italienne alpine de la région Vallée d'Aoste. Elle fait partie de la communauté de montagne Grand-Combin.
Il fait partie des plus beaux bourgs d'Italie.

## Géographie

Localisation de la commune de Étroubles à l'intérieur de la Vallée d'Aoste

La commune d'Étroubles s'étend dans la moyenne vallée du Grand-Saint-Bernard, à mi-chemin (à 16 kilomètres) entre Aoste et le col du Grand-Saint-Bernard. Le tunnel du Grand-Saint-Bernard se trouve à 5 kilomètres.

## Toponymie

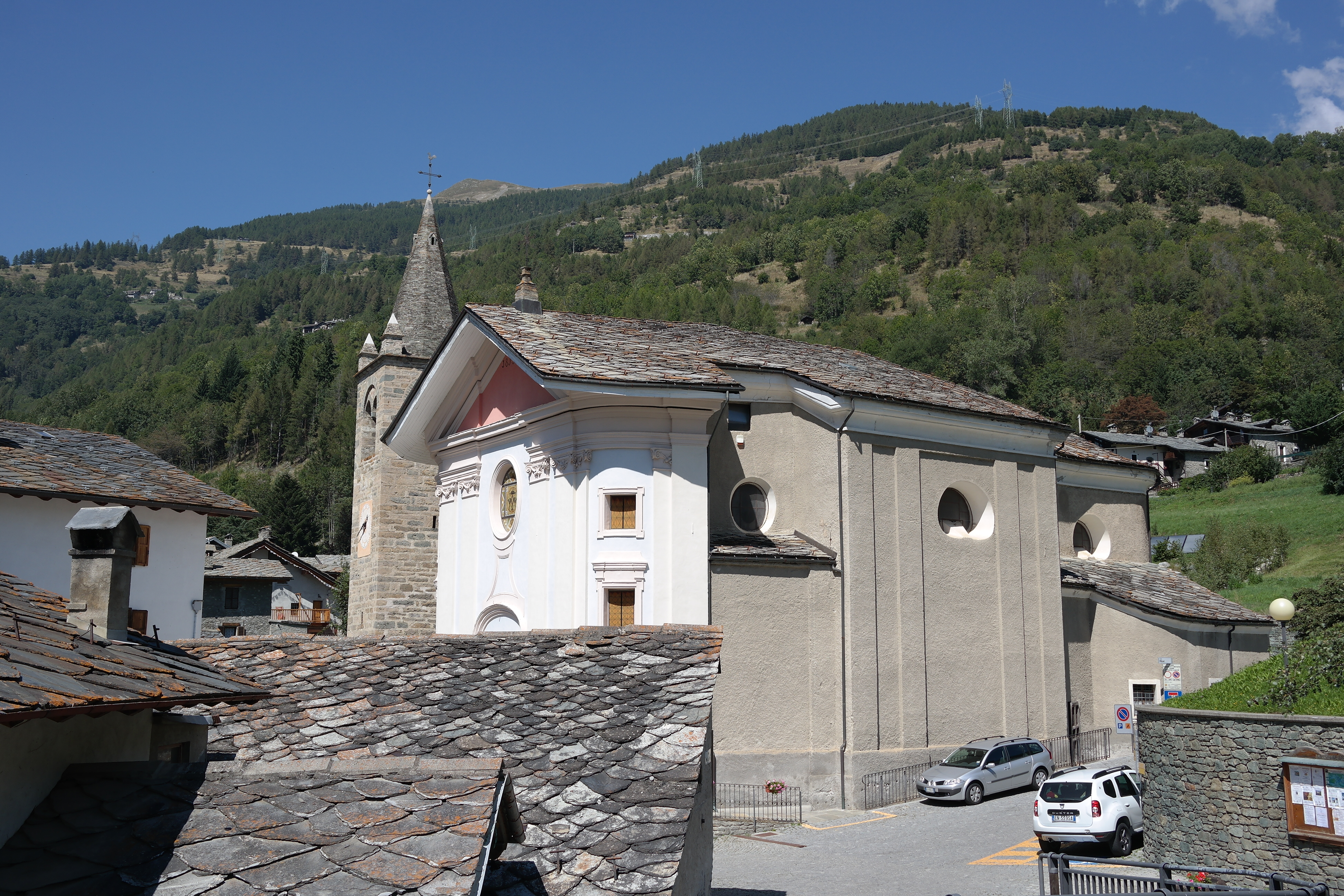
L'église paroissiale Notre-Dame de l'Assomption.

Le toponyme Étroubles vient du francoprovençal valdôtain Étrobbla, qui indique la chaume des céréales.
Le toponyme latin est Stipulis.

## Histoire
À l'époque romaine, Étroubles était le centre principal de la vallée du Grand-Saint-Bernard, et s'appelait Restapolis. Ici se trouvait sans doute la garnison hivernale des troupes de frontière.

Napoléon Ier, lors de sa descente en Italie vers Marengo, s'arrêta ici le 20 mai 1800, chez l'abbé Léonard Veysendaz, après avoir fait étape à l'hospice du Grand-Saint-Bernard. L'arrivée du général fut précédée par une bataille sur le mont Crêtes le 15 mai 1800, où se trouvaient les troupes du général croate Victor Rohan. En juin 1914, des squelettes ont été retrouvées dans le terrain près de la chapelle du nouveau cimetière.
La commune a été intéressée par le marronnage.
Vers la milieu du XIXe siècle, sur cette commune s'est développé le projet du tunnel du Menouve, abandonné en 1857.

## Monuments et lieux d'intérêt

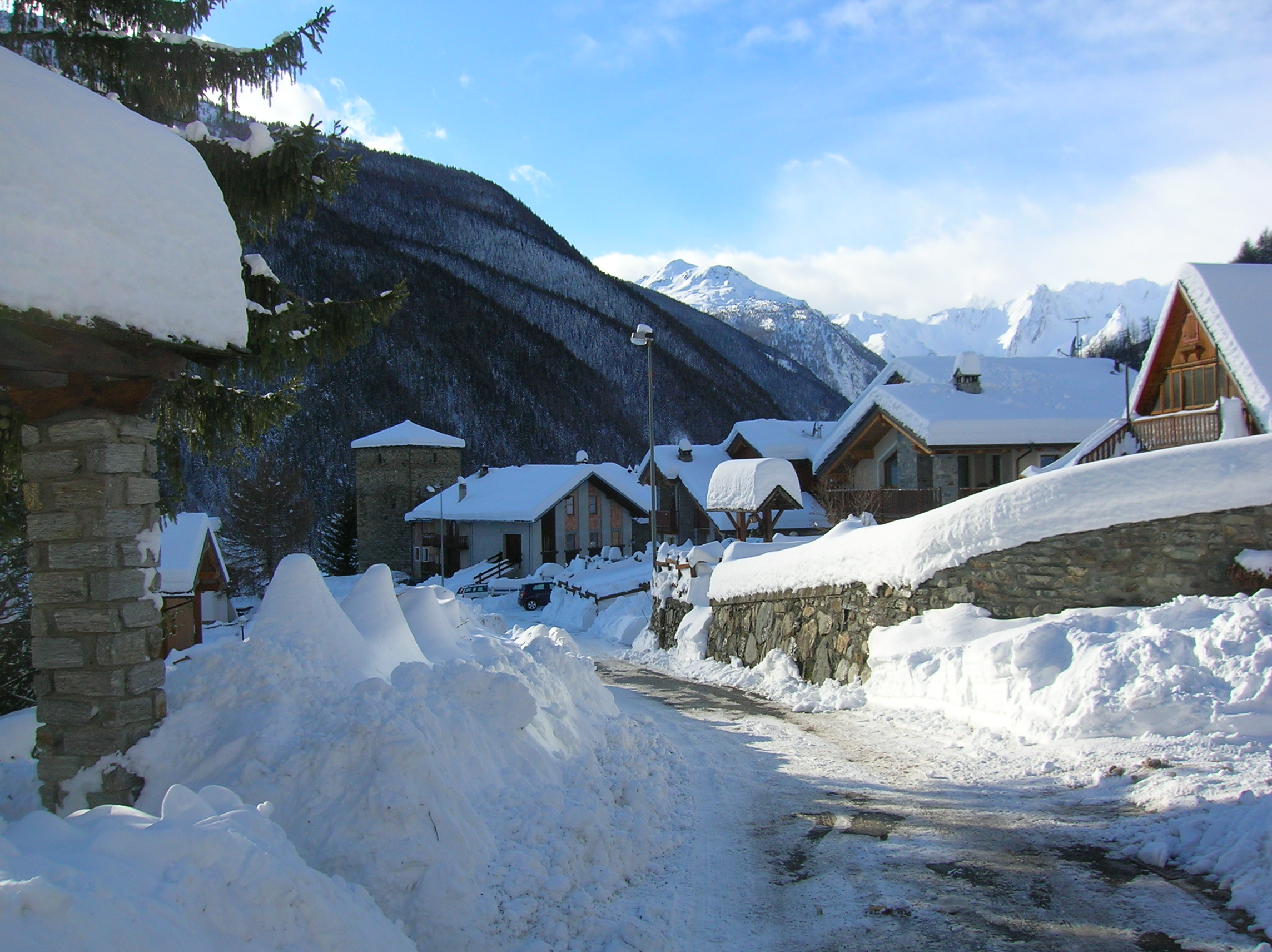
Vachéry et la Tour de la Vachère en hiver.

Au hameau Vachéry se situe une tour médiévale dénommée Tour de la Vachère : elle fut érigée au XIIe siècle sur des fondations romaines.
Une église, dont il ne reste aujourd'hui que le clocher roman remontant au 1400, se trouvait autrefois dans le bourg.
Un hospice de charité fut édifié à Étroubles en 1317. Au XIXe siècle il était encore ouvert.
L'église paroissiale remonte au XIXe siècle et son clocher au XVe.
L'ancienne tour d'Étroubles se dressait autrefois sur le promontoire dit de la Tour, mais aucune trace n'est visible aujourd'hui.

## Culture

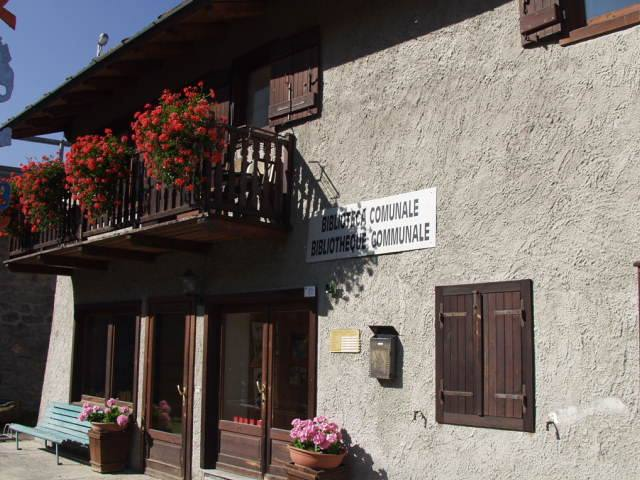
La bibliothèque communale, rue du mont-Vélan.

À partir du 20 mai 2005, le bourg d'Étroubles est devenu le siège d'un musée en plein air. De nombreuses œuvres sont exposées dans les ruelles du chef-lieu, dans le cadre d'un projet de relance de l'économie communale après la fermeture des installations de ski. Ce projet a été cofinancé par l'Union européenne et s'est développé en collaboration avec la Fondation Pierre Gianadda de Martigny.
Les artistes représentés sont, entre autres :
Franco Balan, Carlo Brenna, Yves Dana, Hans Erni, Albert Féraud, Alberto Gambale, Andrea Granchi, Guido Magnone, Chicco Margaroli, Assaf Mekhtiev, Evelyne Otis Bacchi, Giulio Schiavon, Salvatore Sebaste, Norbert Verzotti, Siro Viérin, Sergio Zanni.
La contribution du peintre et sculpteur italien Italo Bolano a permis le 23 septembre 2006 l'élargissement du musée, par la réalisation d'un monument et d'une céramique inspirés respectivement à l'image d'un pèlerin et de la Via Francigena, le long de laquelle se trouvait Étroubles.
Un bronze du sculpteur valaisan Michel Favre, intitulé Amitié alpine, a élargi davantage l'exposition. Une peinture murale de Chicco Margaroli, intitulée La Via Francigena, a été inaugurée le 6 août 2010.

## Personnalités liées à Étroubles
- Nestor Adam - ecclésiaste et évêque de Sion
- Pierre d'Étroubles - ecclésiastique valdôtain, évêque d'Aoste de 1258 à 1259

## Fêtes, foires

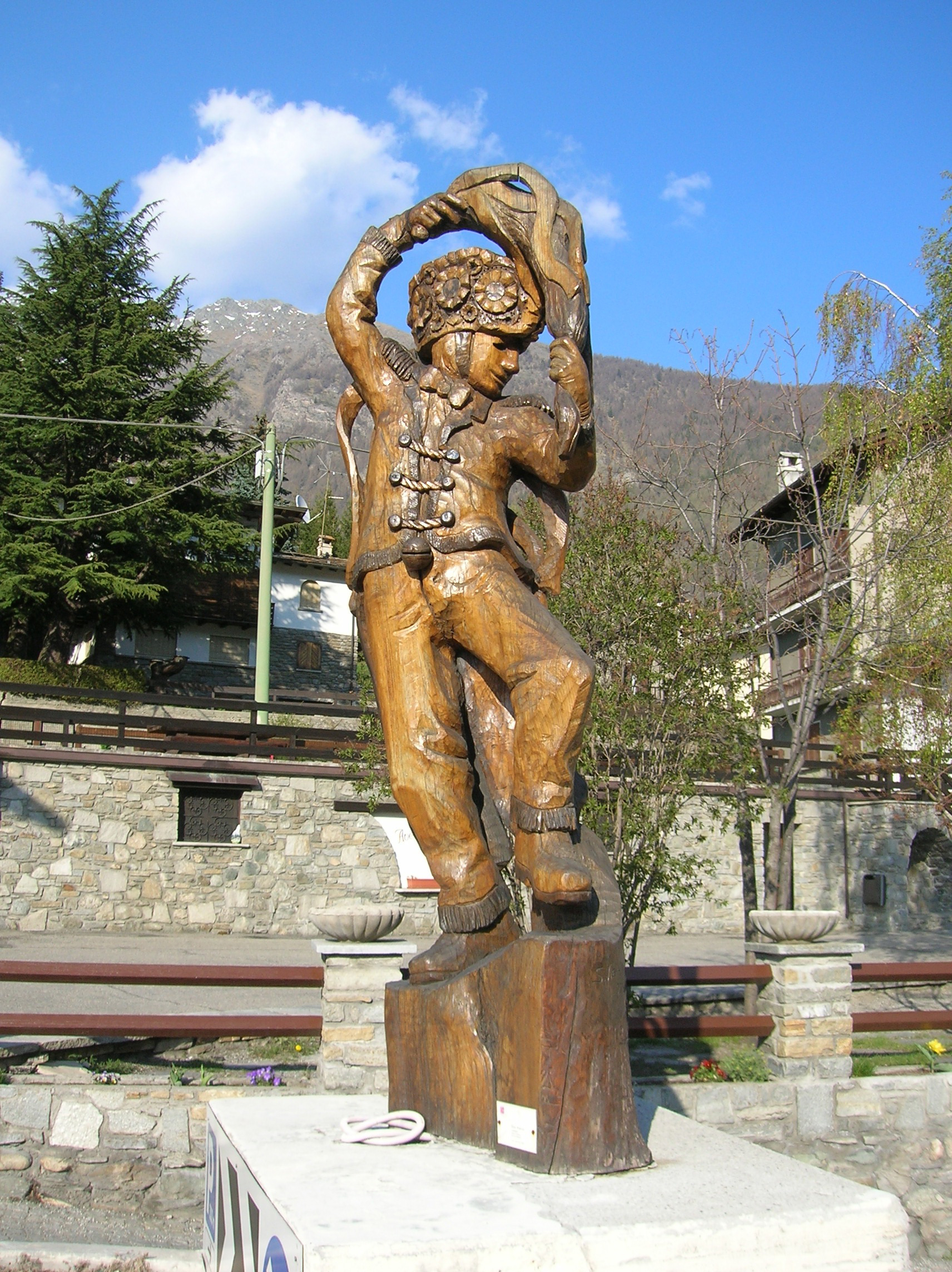
Sculpture en bois dédiée aux Landzettes.

- Le Carnaval de la Combe froide, en patois valdôtain, Carnaval de la coumba freida (voir lien externe)
- La Veilla d'Étrobble (du patois valdôtain, la veille d'Étroubles).

## Sport
Dans cette commune se pratique le fiolet, l'un des sports traditionnels valdôtains.

## Associations
Voir lien externe au fond de l'article.
À Étroubles se situe le siège de la Compagnie des guides du Valpelline, pour le territoire valdôtain du Grand Combin.

## Administration

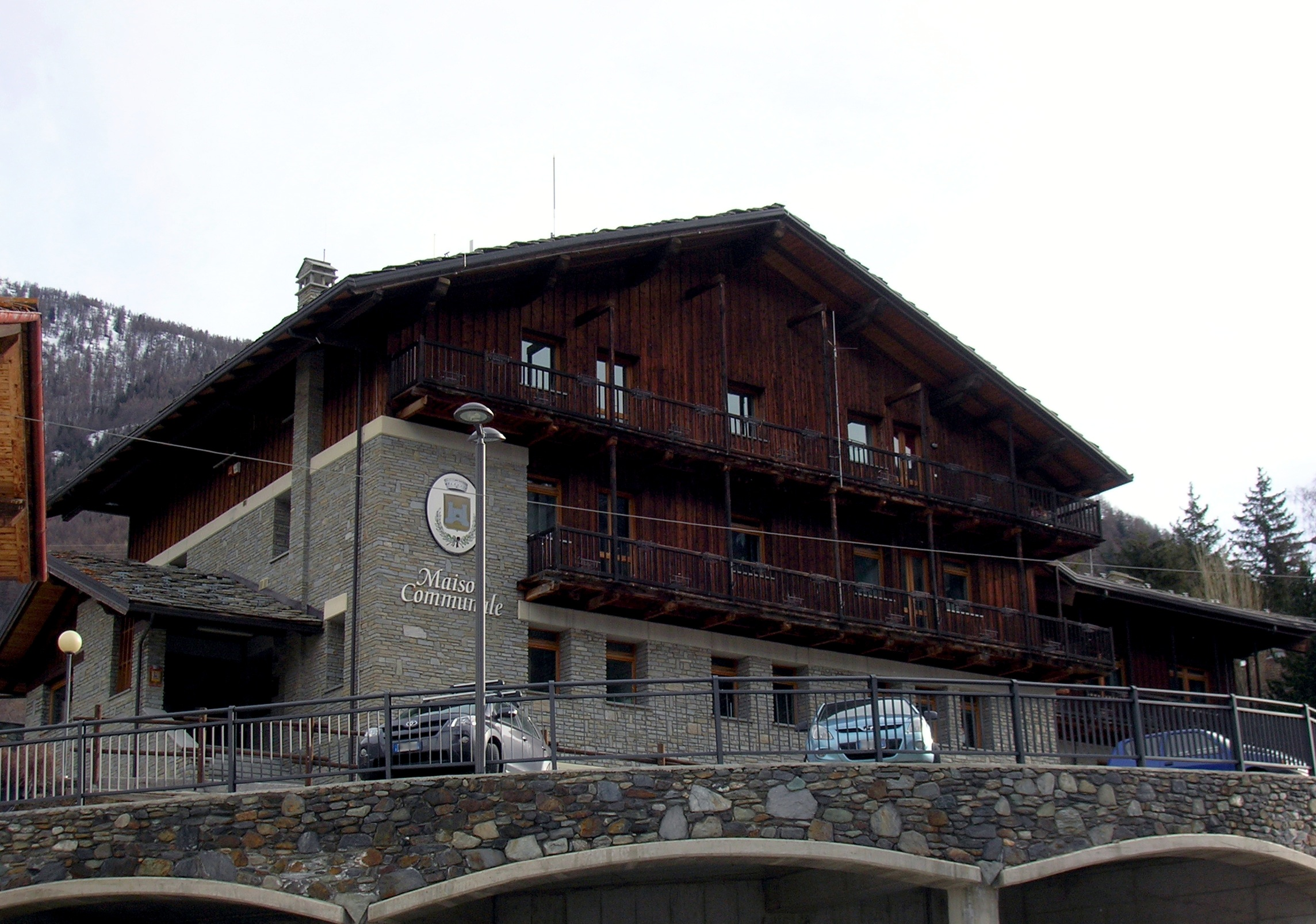
La maison communale.

| Période                                  | Période     | Identité       | Étiquette     | Qualité |
| ---------------------------------------- | ----------- | -------------- | ------------- | ------- |
| 10 mai 2005                              | 24 mai 2010 | Massimo Tamone |               | Syndic  |
| 24 mai 2010                              | 10 mai 2015 | Massimo Tamone | Liste civique | Syndic  |
| 10 mai 2015                              | En cours    | Marco Calchera | Liste civique | Syndic  |
| Les données manquantes sont à compléter. |             |                |               |         |

### Hameaux
Bézet, Chez-les-Blancs, Cerisey, Échevennoz, Éternod, La Collère, Lavanche, Pallais, Prailles, Vachéry, Véyaz

### Communes limitrophes
Allein, Bourg-Saint-Pierre (Valais), Doues, Gignod, Ollomont, Saint-Oyen